# Pravità
Pravità è un termine largamente usato nel medioevo in relazione ai processi tenuti dall'inquisizione. Solitamente era abbinato alla parola eretico, "eretica pravità" per significare nel diritto la volontà maligna di travisare i dogmi imposti dalla religione.
Ai nostri giorni il termine si è evoluto rimanendo comunque un significato negativo simile a stortura maligna, o perversione e depravazione la cui radice è comune.
La parola viene citata anche nel testo originale dell'abiura di Galileo Galilei letta il 22 giugno del 1633.